# Scandalo di Abu Ghraib
()

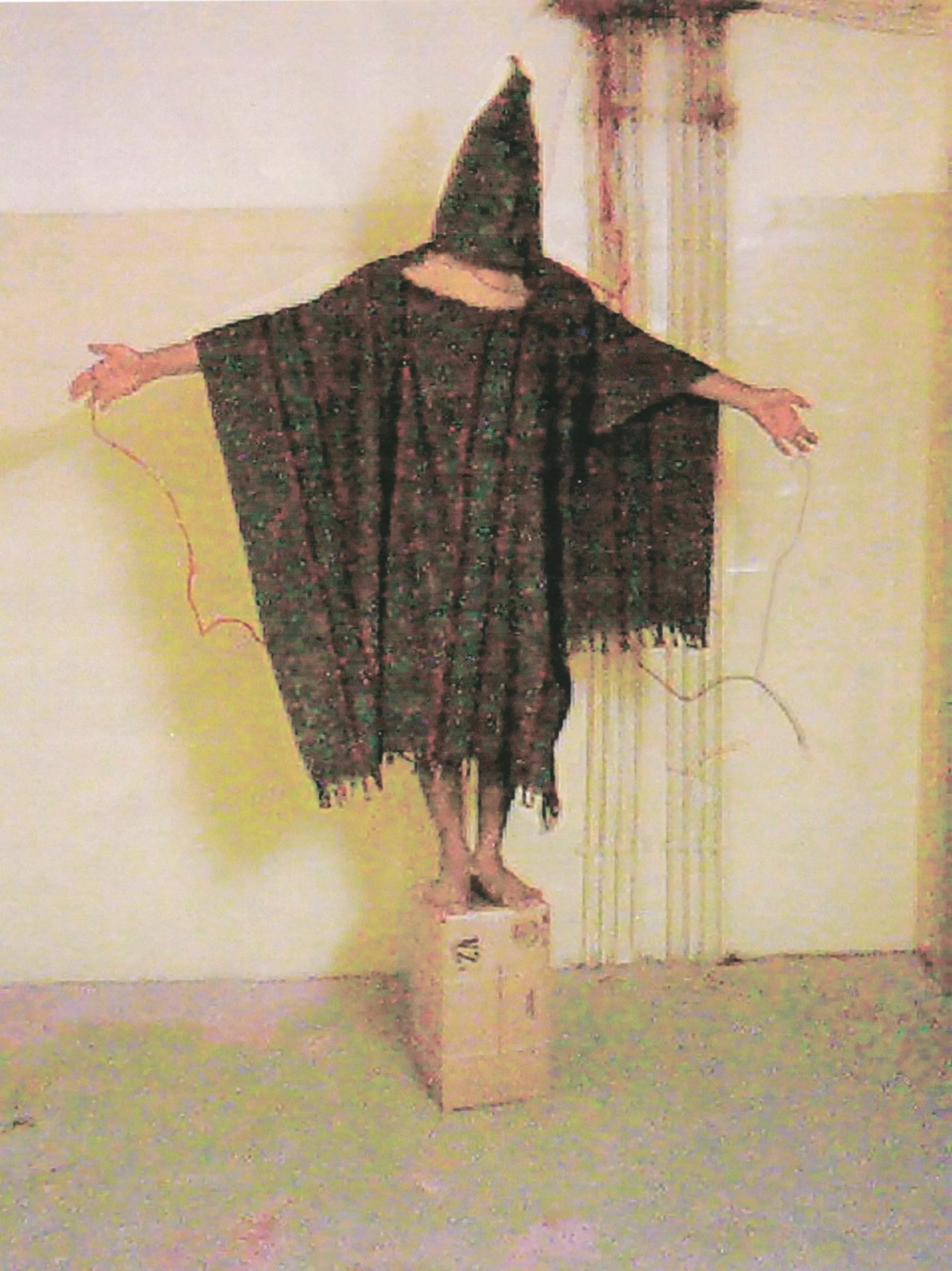
Questa immagine ritraente un prigioniero sotto tortura è stata pubblicata sulla copertina dell'Economist

Con scandalo di Abu Ghraib si intende una serie di violazioni dei diritti umani commesse contro detenuti nella prigione di Abu Ghraib in Iraq da parte di personale dell'Esercito degli Stati Uniti e della CIA, durante gli eventi della guerra in Iraq iniziata nel marzo 2003. Queste violazioni inclusero abusi fisici e sessuali, torture, stupri, sodomizzazioni e omicidi.

## Storia
Gli abusi giunsero all'attenzione generale con la pubblicazione di fotografie delle violenze su CBS News nell'aprile del 2004, consegnate anonimamente dal whistleblower riservista Joe Darby . Gli episodi ricevettero una condanna generale sia negli USA che all'estero, benché i soldati ricevessero sostegno da alcuni media conservatori negli USA. L'amministrazione George W. Bush cercò di dipingere gli abusi come episodi isolati, non indicativi di una politica generale degli USA. Ciò venne però contraddetto da organizzazioni umanitarie come Croce Rossa, Amnesty International e Human Rights Watch.
Dopo diverse investigazioni, queste organizzazioni stabilirono che gli abusi di Abu Ghraib non furono affatto episodi isolati ma parte di un vasto piano di torture e trattamenti brutalizzanti presso centri di detenzione americani all'estero, compresi quelli in Iraq, Afghanistan e Guantanamo. Diversi esperti sostennero che gli abusi costituivano crimini perseguibili penalmente. Furono trovate prove che l'autorizzazione alle torture veniva da molto in alto nelle gerarchie militari e addirittura alcune deposizioni sostennero che alcune erano state autorizzate dal segretario alla Difesa Donald Rumsfeld.
In seguito al clamore mediatico alcune delle persone responsabili dei crimini sono state processate e condannate.

## Persone coinvolte

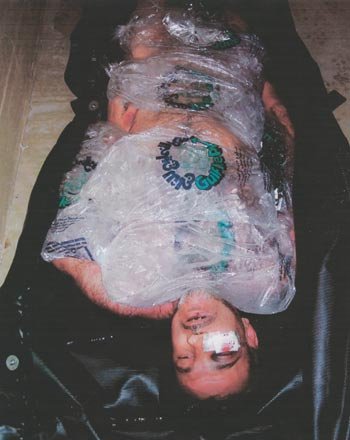
Il corpo, senza vita, di Manadel al-Jamadi, morto per tortura.

In questa lista sono presenti solo alcune, non tutte, persone coinvolte nello scandalo mediatico. I fatti veri e propri avvenuti all'interno della prigione hanno coinvolto molti più militari (anche di alto grado) e agenti governativi (CIA) e decine di prigionieri vittime di abusi, torturati, umiliati o uccisi.

### Militari statunitensi
- Geoffrey D. Miller
- Ricardo Sanchez
- Lynndie England
- Sabrina Harman
- Charles Graner
- Ivan Frederick
- Megan Ambuhl

### Vittime
- Manadel al-Jamadi (morto)
- Abdou Hussain Saad Faleh
- Ali Shallal al-Qaisi
- Satar Jabar

## Galleria d'immagini

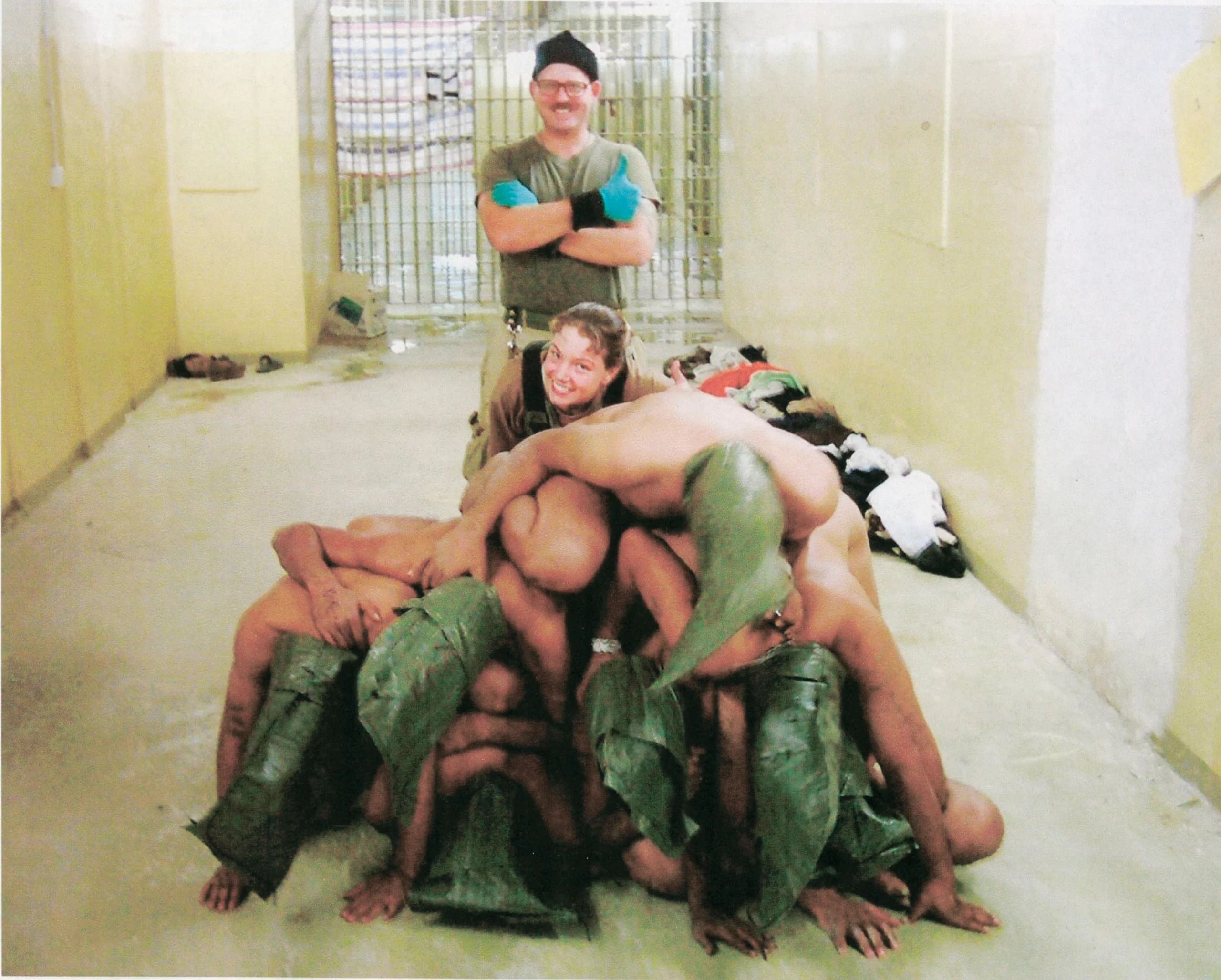
Sabrina Harman e Charles Graner si fanno fotografare mentre torturano i prigionieri
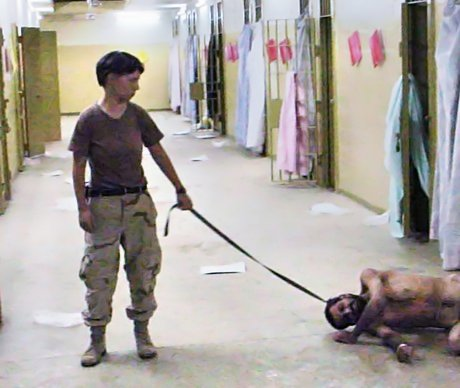
Lynndie England umilia un prigioniero tenendolo al guinzaglio come fosse un cane
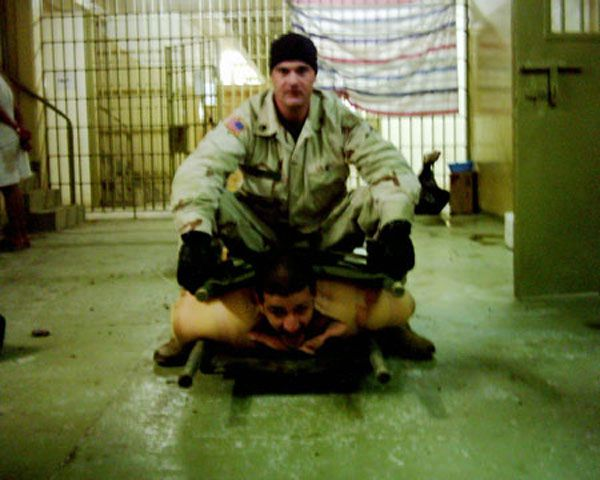
Il sergente Ivan Frederick seduto su un prigioniero
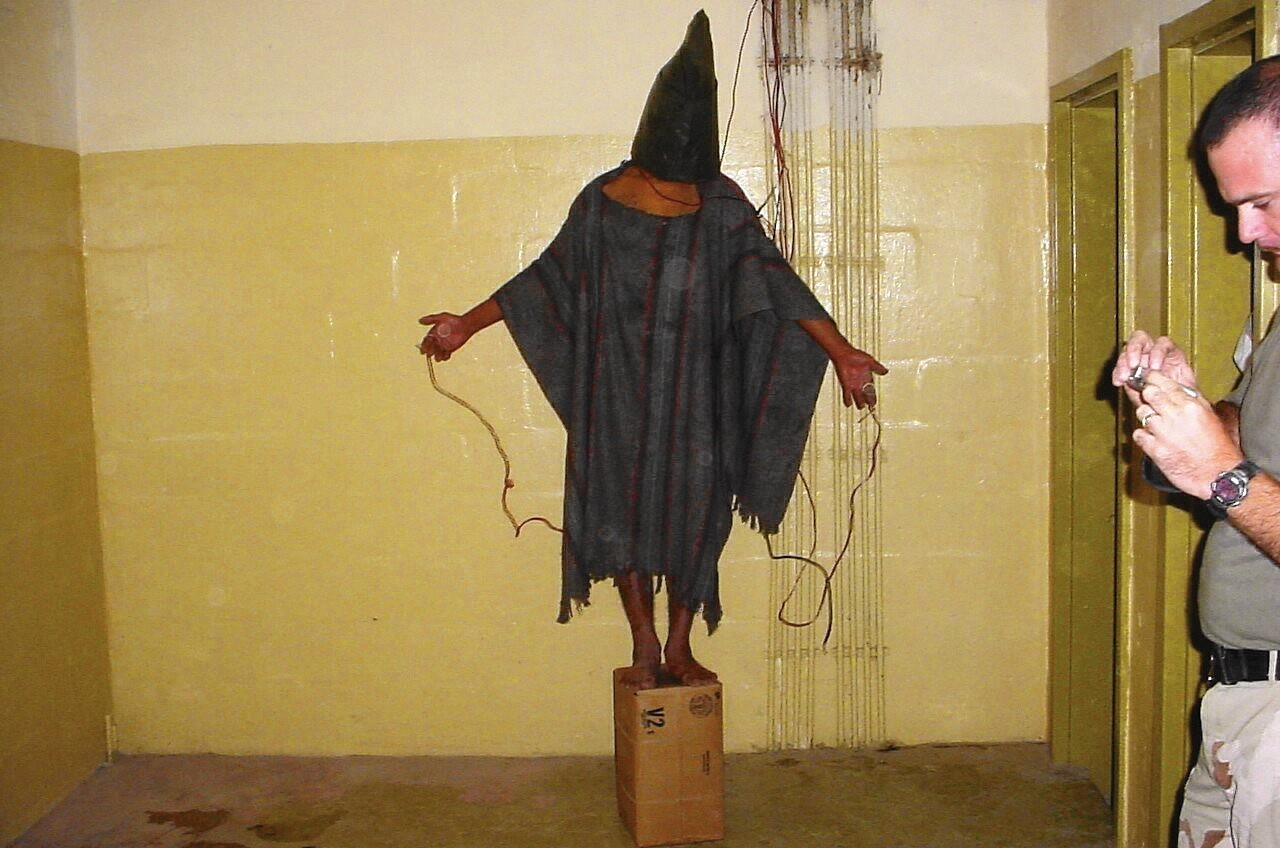
Fotografia scattata da un soldato americano. A Satar Jabar, il detenuto qui ritratto, veniva detto che avrebbe ricevuto una scossa elettrica se fosse caduto dal supporto sul quale era stato posto
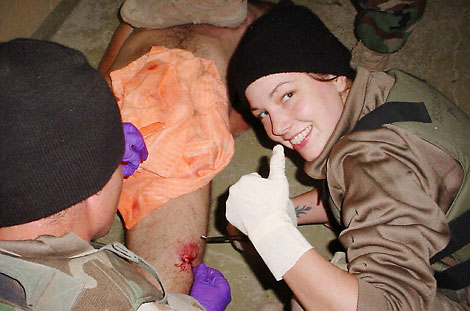
Sabrina Harman e Charles Graner applicano punti chirurgici ad un prigioniero ferito da un cane della prigione.
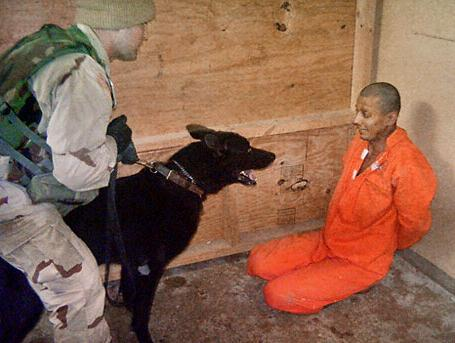
Tortura di un prigioniero ad Abu Ghraib tramite l'utilizzo di un cane (tecnica soprannominata fear of dogs)
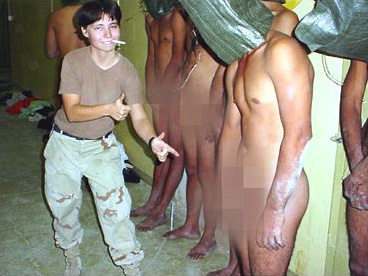
Lynndie England finge di sparare con un mitra all'inguine di uno dei prigionieri, costretto a masturbarsi davanti a lei
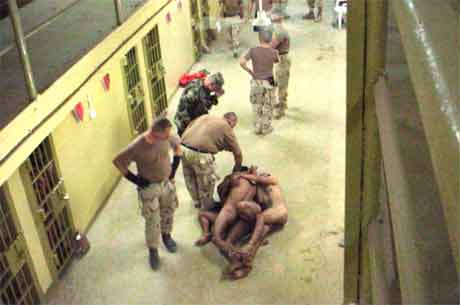
Altra tortura di prigionieri